# Torre Doscalas
La Torre Doscalas es un rascacielos residencial ubicado en Benidorm. Fue terminado en 2003, siendo en ese momento el séptimo edificio más alto de la ciudad, tras Plaza Azul y Beni Beach. Se sitúa a escasos metros del Gran Hotel Bali, de 186 metros de altura.

## Descripción
Mide 100 metros de altura y tiene 31 plantas. Las fachadas norte y sur del edificio están divididas por la mitad por una columna de color rojo.